# Fashion (Heidi Montag)
Fashion è un brano musicale della cantante statunitense Heidi Montag. La cantautrice Lady Gaga, coautrice del brano insieme a RedOne, ne ha inciso una propria versione, inserita nella colonna sonora del film I Love Shopping.

## Critica
Fashion è stato accolto con un'ostilità critica persino eccessiva. Sara Schaefer di BestWeekEver.tv l'ha considerato un espediente della Montag per risistemarsi gratuitamente il guardaroba. Gregory Imler di E! Online ha mosso solo accuse al brano, scrivendo che «l'effetto complessivo dell'esilarante scoperta che GarageBand ti consente di produrre musica con accordi non ci suona ancora sufficientemente buono per spopolare nel mondo musicale». Imler ha ancora infierito sulla frase che recita: «Vivo per essere magra come una modella », che potrebbe far sembrare Montag un cattivo esempio per le donne.  Qualche critico benevolente ha risparmiato alla Montag altre umiliazioni.

## Versione di Lady Gaga

Lady Gaga canta Fashion durante il Monster Ball Tour.

Lady Gaga ha inciso una propria versione del brano, di cui lei stessa è autrice insieme a RedOne, ed esso è stato inserito nella colonna sonora del film del 2009 I Love Shopping, pubblicata il 17 febbraio 2009. La cantante ha eseguito dal vivo Fashion nella versione iniziale del suo The Monster Ball Tour. Durante la performance ha indossato uno stravagante costume egizio-vichingo dorato con amplissime scollature, dominato sulla sommità da una corona con le orecchie di Anubi.